# Tehri Garhwal (huyện)
Huyện Tehri Garhwal là một huyện thuộc bang Uttarakhand, Ấn Độ. Thủ phủ huyện Tehri Garhwal đóng ở New Tehri. Huyện Tehri Garhwal có diện tích 4085 ki lô mét vuông. Đến thời điểm năm 2001, huyện Tehri Garhwal có dân số 604608 người.